# Polina Bogoussevitch
Polina Sergueïevna Bogoussevitch (en russe : Полина Сергеевна Богусевич), née le 4 juillet 2003 à Moscou en Russie, est une chanteuse russe, connue pour avoir représenté la Russie au Concours Eurovision de la chanson junior 2017 à Tbilissi en Géorgie, avec sa chanson Wings, avec laquelle elle remporta la compétition,.
Elle avait auparavant participé à la première saison de Golos Deti, l'équivalent russe du télé-crochet pour enfants The Voice Kids, où son coach Dima Bilan l'emmena jusqu'aux Battles.

## Vie et carrière

### Jeunesse et débuts
Polina Bogoussevitch naît à Moscou le 4 juillet 2003 de Ioulia et Sergueï Bogoussevitch,. Elle a des origines russes et coréennes ; sa famille est originaire d'Omsk.
Sa carrière musicale débute en 2012, lorsqu'elle participe au Festival International de l'Art en Macédoine. Elle apparaîtra ensuite dans les émissions de télévision Okno v Parij et Chkola Mouzyki.

### Depuis 2014:Golos deti,New Wave Junioret participation à l'Eurovision junior
En 2014, elle participe à Golos deti, la version russe de The Voice Kids. Elle intègre, à la suite de son audition à l'aveugle, l'équipe de Dima Bilan. Elle sera finalement éliminée au stade des Battles.
À la suite de cela, elle participe au festival New Wave Junior 2014, où elle fait partie des deux représentants russes. Elle se classera deuxième.

#### Concours Eurovision de la chanson junior 2017
En 2017, il est confirmé qu'elle participera à la sélection nationale russe pour le Concours Eurovision de la chanson junior 2017, avec sa chanson Kryl'ya (Ailes, en russe : Крылья). Elle remportera finalement la compétition et représentera par conséquent la Russie au Concours Eurovision de la chanson junior 2017, le 26 novembre 2018. Le titre de la chanson sera pour l'occasion traduit en anglais et deviendra Wings. 
Lors de la finale, Polina est la treizième candidate à passer sur scène, sur seize participants. Elle finit par remporter la compétition, avec un score total de 188 points, soit seulement trois points de plus que le candidat géorgien et seize points de plus que la candidate australienne. C'est alors la deuxième victoire du pays au Concours Eurovision de la chanson junior, la première ayant été remportée en 2006 par les jumelles Tolmatchevy, qui ont par ailleurs également représenté la Russie au Concours Eurovision de la chanson 2014,.

## Discographie

### Singles
- 2017 : Wings (Krylya, Крылья)
- 2018 : Heavy on My Heart